# 克雷姆斯河畔克马滕
克雷姆斯河畔克马滕是奥地利上奥地利州林茨兰县的一个市镇。总面积21平方公里，总人口2210人，人口密度105.2人/平方公里（2005年）。